# Centro culturale Sejong
Il centro culturale Sejong (세종문화회관?, Sejong munhwa hoegwanLR) è il più grande complesso artistico-culturale di Seul, in Corea del Sud.

## Storia
La sua costruzione venne iniziata nel 1961, con la Unam Hall, ma la data dell'apertura ufficiale è il 14 aprile 1978, a seguito anche della distruzione della Civil Hall nel 1972 a causa di un incendio. La struttura è creata da una fusione di simboli tradizionali coreani ed elementi dell'architettura occidentale e prende il nome dal quarto re della dinastia Joseon, Sejong il Grande.
A lungo, il centro culturale Sejong rimase l'unico complesso ad ospitare sia spettacoli coreani che internazionali, venendo anche inserito nei dieci migliori teatri a livello mondiali.

## Struttura
Le strutture principali sono:
- Auditorium Principale: chiamato anche il "Grande” Teatro, nonché il più tecnologicamente avanzato. Venne aperto nel 1999 e può ospitare fino a 3000 persone.
- Sala Minore: o "Piccolo” Teatro, costruito su due piani. Può ospitare fino a 442 persone, mentre il palco può accogliere anche 100 artisti.
- Tre gallerie d'arte: la Galleria Principale, la Galleria Nuova e la Galleria Gwang Hwa Moon. Quest'ultima faceva parte della Linea 5 della metropolitana e accoglie opere di artisti contemporanei.
- Gwang Hwa Rang: aperta nel 2005 e caratterizzata da grandi finestre.
- Centro congressi: per eventi e conferenze, ospita circa 400 persone e il servizio di traduzione permette l'interpretazione di cinque lingue in simultanea.
- Sam Chung Gak

## Compagnie
Il complesso ospita le seguenti compagnie:
- Filarmonica di Seul
- Filarmonica Nazionale di Seul
- Compagnia Teatrale di Seul
- Compagnia Musicale della Città di Seul
- Coro Metropolitano di Seul
- Corpo di Ballo Tradizionale Nazionale
- Opera di Seul
- Orchestra Giovanile di Seul
- Coro Giovanile di Seul